# Île Polvese
L'île Polvese (en italien : isola Polvese) est une île d'Italie du lac Trasimène appartenant administrativement à Castiglione del Lago.

## Géographie
La plus grande des îles du lac, elle s'étend sur environ 1,7 km de longueur pour une largeur approximative de 720 m. La partie sud de l'île est une zone humide abritant diverses espèces d'oiseaux et d'amphibiens alors que la partie nord comprend une petite forêt composée de chênes verts et de chênes pubescents.
Elle fait partie du parc naturel régional du Lac Trasimène.
Principalement basée sur la pêche au cours des siècles, l'île vit de nos jours principalement du tourisme environnemental. La présence d'une petite plage et des espaces en plein air, ainsi qu'un restaurant, attirent un grand nombre de touristes pendant la période estivale. Depuis 1995, le parc scientifique et éducatif la promeut comme un laboratoire permanent pour les écoles et les visiteurs. Les activités éducatives et le tourisme environnemental sont confiés à un groupe d'éducateurs. Il y existe également des activités de recherche liées à l'histoire, à l'environnement et à la préservation des anciennes variétés locales d'espèces végétales.
Un ferry relie San Feliciano à l'île.

## Histoire

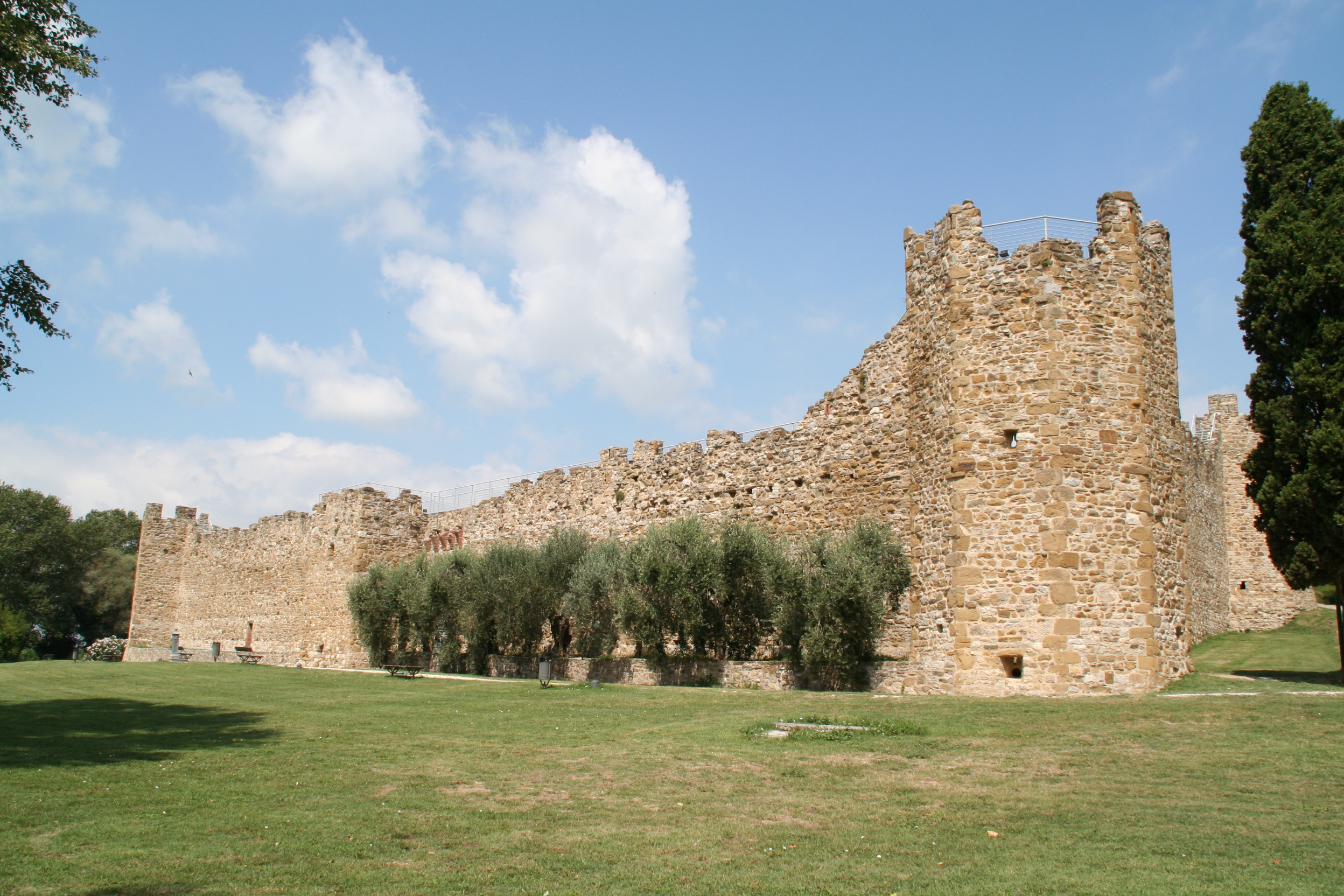
Le château médiéval

Le nom de l'île est probablement dérivé du terme polvento signifiant clairvoyant. Des vestiges d'opus reticulatum témoignent de son occupation par les Romains.
En 817, l'île est nommée dans un document officiel, dans lequel Louis le Pieux accorde au pape Pascal Ier la ville de Pérouse et le lac Trasimène dont les trois îles (Majeure, Mineure et Polvese).
Les habitants se mettent sous la protection de Pérouse en 1139. ils vivent alors essentiellement de la pêche et de la culture de petites parcelles, avec un bien-être relatif, car à la fin du XIIIe siècle, il y avait 88 familles pour un total d'environ 500 personnes.
Au cours du XVIIe siècle, la vitalité de l'île commence à décliner. Les moines de l'ordre du Mont-Olivet abandonnent le monastère fondé en 1482. En 1643, les troupes du Grand-Duché de Toscane occupent l'île et causent des dommages importants à toutes les structures.
Au cours du XVIIIe siècle, seules quelques dizaines de personnes vivent encore dans l'île. En 1959, elle est acquise par le comte Citterio de Milan et en 1973, elle devient la propriété de l'Administration provinciale de Pérouse.

## Monuments

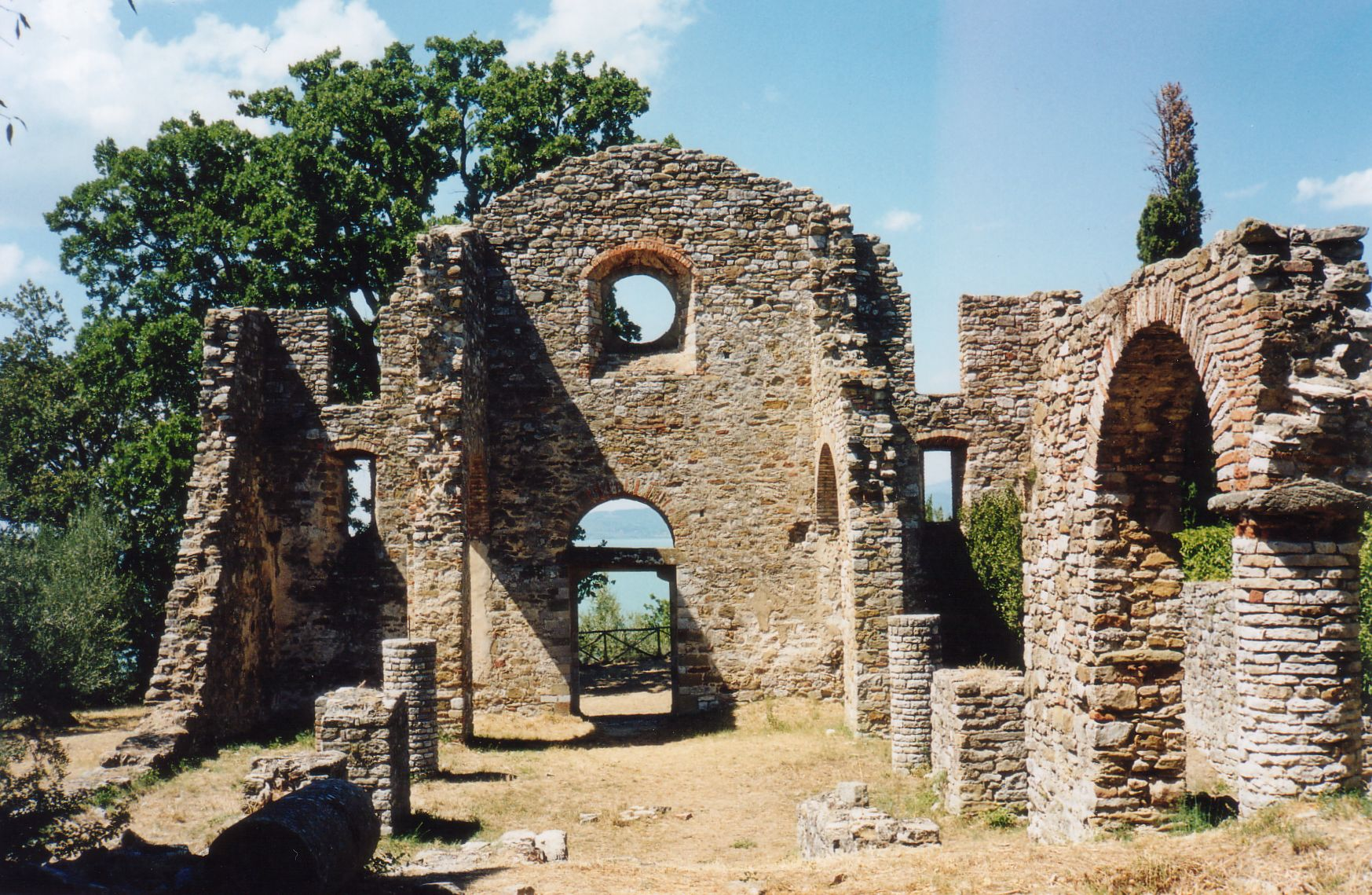
Ruines du monastère olivétain

- Église San Giuliano (XIe siècle) : petite église à une seule nef contenant quelques vestiges romains
- Monastère de San Secondo (Xe – XIVe siècle) : situé au sommet de l'île. Seuls les murs extérieurs de ce complexe roman à trois nefs, avec crypte et abside, étaient à l'origine occupés par les moines. Le monastère est en restructuration et il n'est plus possible d'y accéder[3]
- Château médiéval (XIVe siècle)
- La piscine Porcinai (1960) : exemple de récupération environnementale d'une ancienne carrière de grès.